# Strømsgodset Idrettsforening 1999
Questa voce raccoglie le informazioni riguardanti lo Strømsgodset Idrettsforening nelle competizioni ufficiali della stagione 1999.

## Stagione
Lo Strømsgodset si è presentato ai nastri di partenza del campionato confermando Jens Martin Støten come tecnico. La squadra ha chiuso l'annata al 12º posto in classifica, dovendo così affrontare le qualificazioni all'Eliteserien per mantenere il posto nella massima divisione locale. Nel doppio confronto con lo Start, è stata quest'ultima squadra ad avere la meglio, grazie ad una vittoria complessiva per 3-2: lo Strømsgodset è dunque retrocesso in 1. divisjon. L'avventura nel Norgesmesterskapet 1999 è terminata invece al terzo turno, con l'eliminazione per mano dell'Haugesund.

## Rosa
| N. |                     | Ruolo | Calciatore           |
| -- | ------------------- | ----- | -------------------- |
| 1  | Norvegia (bandiera) | P     | Pål Albertsen        |
| 2  | Norvegia (bandiera) | D     | Andreas Arentz       |
| 3  | Norvegia (bandiera) | D     | Thomas Wæhler        |
| 4  | Islanda (bandiera)  | D     | Valur Gíslason       |
| 5  | Norvegia (bandiera) | D     | Vegard Strøm         |
| 6  | Norvegia (bandiera) | D     | Kenneth Karlsen      |
| 7  | Norvegia (bandiera) | C     | Lars Granaas         |
| 8  | Norvegia (bandiera) | C     | Ousman Nyan          |
| 9  | Norvegia (bandiera) | C     | Benny Olsen          |
| 10 | Norvegia (bandiera) | A     | Rune Hagen           |
| 11 | Norvegia (bandiera) | A     | Jostein Flo          |
| 12 | Norvegia (bandiera) | P     | Christian Wallin Eek |
| 13 | Norvegia (bandiera) | C     | Christer George      |
| 14 | Norvegia (bandiera) | C     | Hans Erik Ødegaard   |

| N. |                     | Ruolo | Calciatore           |
| -- | ------------------- | ----- | -------------------- |
| 15 | Norvegia (bandiera) | A     | Lasse Olsen          |
| 16 | Norvegia (bandiera) | D     | Erland Johnsen       |
| 17 | Norvegia (bandiera) | C     | Tommy Jahnsen        |
| 18 | Islanda (bandiera)  | C     | Stefán Gíslason      |
| 19 | Norvegia (bandiera) | D     | Erik Hagen           |
| 20 | Norvegia (bandiera) | A     | Anders Michelsen     |
| 21 | Norvegia (bandiera) | D     | Lars Myhre Hjelmeset |
| 22 | Norvegia (bandiera) | D     | Christer Pedersen    |
| 23 | Norvegia (bandiera) | C     | Kim Kristiansen      |
| 23 | Norvegia (bandiera) | C     | Sigbjørn Røneid      |
| 24 | Norvegia (bandiera) | C     | Jørgen Holm          |
| 24 | Norvegia (bandiera) | C     | Kent Bergersen       |
| 25 | Estonia (bandiera)  | D     | Marek Lemsalu        |
| 30 | Norvegia (bandiera) | P     | Glenn Arne Hansen    |

## Calciomercato

### Sessione invernale
| Arrivi           | Arrivi          | Arrivi       | Arrivi        |
| R.               | Nome            | da           | Modalità      |
| ---------------- | --------------- | ------------ | ------------- |
| P                | Pål Albertsen   | Ullern       | fine prestito |
| C                | Stefán Gíslason | Arsenal      | definitivo    |
| Altre operazioni |                 |              |               |
| R.               | Nome            | da           | Modalità      |
| C                | Kenneth Dokken  | L/F Hønefoss | fine prestito |

| Partenze | Partenze               | Partenze     | Partenze   |
| R.       | Nome                   | a            | Modalità   |
| -------- | ---------------------- | ------------ | ---------- |
| P        | Thomas André Ødegaard  | Lyn Oslo     | definitivo |
| D        | Espen Horsrud          | L/F Hønefoss | definitivo |
| D        | Morten Kihle           | Sandefjord   | definitivo |
| D        | Óskar Þorvaldsson      |              | ritiro     |
| C        | Kenneth Dokken         | L/F Hønefoss | definitivo |
| C        | Stefan Lindqvist       | IFK Göteborg | definitivo |
| C        | Tor Arne Sannerholt    | Odd Grenland | definitivo |
| C        | Pål Skistad            |              | ritiro     |
| C        | Sander Solberg         | Moss         | definitivo |
| A        | Lars-Gunnar Carlstrand | Elfsborg     | definitivo |

### Sessione estiva
| Arrivi | Arrivi        | Arrivi        | Arrivi     |
| R.     | Nome          | da            | Modalità   |
| ------ | ------------- | ------------- | ---------- |
| D      | Marek Lemsalu | Flora Tallinn | definitivo |

| Partenze | Partenze       | Partenze         | Partenze   |
| R.       | Nome           | a                | Modalità   |
| -------- | -------------- | ---------------- | ---------- |
| C        | Kent Bergersen | Stockport County | definitivo |

## Risultati

### Eliteserien

#### Girone di andata
| Arbitro: | Kvam (Trondheim) |

|                     |           |                |
| Flo 55’, 73’ (rig.) | Marcatori | 76’ (rig.) Alm |

| Arbitro: | Alseth (Stjørdal) |

|                                |           |         |
| Staurvik 25’ Sæternes 84’, 88’ | Marcatori | 45’ Flo |

| Arbitro: | Ditlefsen (Mo i Rana) |

|  |           |                                          |
|  | Marcatori | 41’ Musæus 73’ (aut.) Ødegaard 75’ Carew |

| Arbitro: | Berntsen (Vang) |

|                                                    |           |  |
| Steffensen 8’ Halvorsen 16’ Schei Lindbæk 54’, 81’ | Marcatori |  |

| Arbitro: | Alseth (Stjørdal) |

|                                |           |  |
| Fostervold 22’ Tessem 64’, 72’ | Marcatori |  |

| Arbitro: | Alseth (Stjørdal) |

|                |           |                       |
| Flo 45’ (rig.) | Marcatori | 12’ Moen 47’ Pedersen |

| Arbitro: | Olsen (Kristiansand) |

|                                  |           |                     |
| Dahlum 20’ Berg 54’ Sørensen 68’ | Marcatori | 80’ (aut.) Bragstad |

| Arbitro: | Fiskum (Mo i Rana) |

|         |           |  |
| Flo 12’ | Marcatori |  |

| Arbitro: | Ditlefsen (Mo i Rana) |

|                            |           |            |
| Sigurðsson 44’ (rig.), 69’ | Marcatori | 90’ George |

| Arbitro: | Staberg (Harstad) |

|                                           |           |                                                      |
| Flo 29’ (rig.) R. Hagen 61’ Bergersen 67’ | Marcatori | 10’ Deila 13’ Røed 28’, 59’ Flindt-Bjerg 57’ Johnsen |

| Arbitro: | Eilif Skjervold (Stjørdal) |

|                         |           |                                                  |
| Månsson 7’ Johansen 22’ | Marcatori | 9’ Flo 17’, 81’ Bergersen 55’ R. Hagen 90’ Olsen |

| Arbitro: | Pedersen (Jeløy) |

|              |           |            |
| Ødegaard 11’ | Marcatori | 45’ Smerud |

| Arbitro: | Alseth (Stjørdal) |

|                                |           |                |
| Guðmundsson 13’, 30’ Lange 72’ | Marcatori | 26’, 31’ Olsen |

#### Girone di ritorno
| Arbitro: | Hansen (Namsos) |

|                     |           |                                               |
| Bergman 17’ Alm 55’ | Marcatori | 22’, 57’ (rig.) Flo 41’ Bergersen 78’ Karlsen |

| Arbitro: | Berntsen (Vang) |

|  |           |              |
|  | Marcatori | 55’ Sæternes |

| Arbitro: | Kvam (Trondheim) |

|                          |           |                                  |
| Riihilahti 2’ Thorsen 9’ | Marcatori | 25’ R. Hagen 55’ Granaas 83’ Flo |

| Arbitro: | Staberg (Harstad) |

|                        |           |                |
| Flo 16’, 49’ Olsen 32’ | Marcatori | 90’ Steffensen |

| Arbitro: | Ditlefsen (Mo i Rana) |

|  |           |                     |
|  | Marcatori | 47’ Hoseth 53’ Lund |

| Arbitro: | Kvam (Trondheim) |

|                            |           |                        |
| Ludvigsen 38’ Pedersen 41’ | Marcatori | 47’ Karlsen 86’ George |

| Arbitro: | Øvrebø (Oslo) |

|          |           |                          |
| Nyan 47’ | Marcatori | 36’ Basma 45’, 90’ Carew |

| Arbitro: | Kamben (Bamble) |

|                                      |           |              |
| Daðason 80’ Berre 88’ Mathiassen 90’ | Marcatori | 11’, 35’ Flo |

| Arbitro: | Øvrebø (Oslo) |

|                                  |           |                                             |
| Wæhler 47’ Flo 45’, 47’ Nyan 61’ | Marcatori | 10’ Finstad 37’ Svindal Larsen 87’ Andresen |

| Arbitro: | Berntsen (Vang) |

|                       |           |                               |
| Pedersen 14’ Røed 74’ | Marcatori | 75’ Ødegaard 88’ (aut.) Deila |

| Arbitro: | Øvrebø (Oslo) |

|              |           |                                                   |
| Flo 45’, 86’ | Marcatori | 3’ Sylte 12’ Enerly 27’, 63’ Olofsson 55’ Ramberg |

| Arbitro: | Pedersen (Jeløy) |

|                                               |           |                      |
| Wiss 12’ (rig.), 37’ Sundgot 35’ Bjarmann 48’ | Marcatori | 23’ Olsen 69’ George |

| Arbitro: | Øvrebø (Oslo) |

|                        |           |                                                                   |
| Flo 28’ Olsen 43’, 45’ | Marcatori | 32’, 80’ Hafstad 68’ Lange 74’ Kræmer 83’ Ramberg 88’ Guðmundsson |

#### Qualificazioni all'Eliteserien
| Arbitro: | Pedersen (Jeløy) |

|                         |           |                        |
| Kloster 7’ Nordseth 62’ | Marcatori | 45’ Wæhler 84’ Lemsalu |

| Arbitro: | Ditlefsen (Mo i Rana) |

|  |           |               |
|  | Marcatori | 90’ Ditlefsen |

### Norgesmesterskapet
| Arbitro: | Høegh-Larsen |

|                        |           |                                         |
| Tønneberg Mathisen 56’ | Marcatori | 24’ Olsen 58’ Strøm 76’ George 87’ Holm |

| Arbitro: | Holmberg |

|                                   |           |  |
| Wæhler 10’ Flo 45’, 87’ Olsen 55’ | Marcatori |  |

| Arbitro: | Kamben (Bamble) |

|                                             |           |           |
| Samuelsson 25’ Garba 27’ Lein 44’, 56’, 59’ | Marcatori | 89’ Olsen |

## Statistiche

### Statistiche di squadra
| Competizione          | Punti | In casa | In casa | In casa | In casa | In casa | In casa | In trasferta | In trasferta | In trasferta | In trasferta | In trasferta | In trasferta | Totale | Totale | Totale | Totale | Totale | Totale | DR  |
| Competizione          | Punti | G       | V       | N       | P       | Gf      | Gs      | G            | V            | N            | P            | Gf           | Gs           | G      | V      | N      | P      | Gf     | Gs     | DR  |
| --------------------- | ----- | ------- | ------- | ------- | ------- | ------- | ------- | ------------ | ------------ | ------------ | ------------ | ------------ | ------------ | ------ | ------ | ------ | ------ | ------ | ------ | --- |
| Eliteserien           | 24    | 13      | 4       | 1       | 8       | 21      | 33      | 13           | 3            | 2            | 8            | 25           | 35           | 26     | 7      | 3      | 16     | 46     | 68     | -22 |
| Qual. all'Eliteserien | -     | 1       | 0       | 1       | 0       | 2       | 2       | 1            | 0            | 0            | 1            | 0            | 1            | 2      | 0      | 1      | 1      | 2      | 3      | -1  |
| Norgesmesterskapet    | -     | 1       | 1       | 0       | 0       | 4       | 0       | 2            | 1            | 0            | 1            | 5            | 6            | 3      | 2      | 0      | 1      | 9      | 6      | +3  |
| Totale                | -     | 15      | 5       | 2       | 8       | 27      | 35      | 16           | 4            | 2            | 10           | 30           | 42           | 31     | 9      | 4      | 18     | 57     | 77     | -20 |

### Andamento in campionato
| Giornata  | 1 | 2  | 3  | 4  | 5  | 6  | 7  | 8  | 9  | 10 | 11 | 12 | 13 | 14 | 15 | 16 | 17 | 18 | 19 | 20 | 21 | 22 | 23 | 24 | 25 | 26 |
| --------- | - | -- | -- | -- | -- | -- | -- | -- | -- | -- | -- | -- | -- | -- | -- | -- | -- | -- | -- | -- | -- | -- | -- | -- | -- | -- |
| Luogo     | C | T  | C  | T  | T  | C  | T  | C  | T  | C  | T  | C  | T  | T  | C  | T  | C  | C  | T  | C  | T  | C  | T  | C  | 5  | C  |
| Risultato | V | P  | P  | P  | P  | P  | P  | V  | P  | P  | V  | N  | P  | V  | P  | V  | V  | P  | N  | P  | P  | V  | N  | P  | P  | P  |
| Posizione | 6 | 10 | 10 | 12 | 13 | 12 | 13 | 13 | 13 | 14 | 13 | 13 | 14 | 11 | 13 | 12 | 10 | 11 | 10 | 11 | 12 | 11 | 11 | 12 | 12 | 12 |

Fonte:  Tippeligaen 1999, su altomfotball.no, Altomfotball. URL consultato il 14 ottobre 2016 (archiviato dall'url originale il 12 ottobre 2016).
Legenda:

Luogo: C = Casa; T = Trasferta. Risultato: V = Vittoria; N = Pareggio; P = Sconfitta.

### Statistiche dei giocatori
| Giocatore          | Eliteserien | Eliteserien | Eliteserien | Eliteserien | Norgesmesterskapet | Norgesmesterskapet | Norgesmesterskapet | Norgesmesterskapet | Coppe europee | Coppe europee | Coppe europee | Coppe europee | Qual. all'Eliteserien | Qual. all'Eliteserien | Qual. all'Eliteserien | Qual. all'Eliteserien | Totale   | Totale | Totale      | Totale     |
| Giocatore          | Presenze    | Reti        | Ammonizioni | Espulsioni  | Presenze           | Reti               | Ammonizioni        | Espulsioni         | Presenze      | Reti          | Ammonizioni   | Espulsioni    | Presenze              | Reti                  | Ammonizioni           | Espulsioni            | Presenze | Reti   | Ammonizioni | Espulsioni |
| ------------------ | ----------- | ----------- | ----------- | ----------- | ------------------ | ------------------ | ------------------ | ------------------ | ------------- | ------------- | ------------- | ------------- | --------------------- | --------------------- | --------------------- | --------------------- | -------- | ------ | ----------- | ---------- |
| P. Albertsen       | 1           | -4          | 0           | 0           | 0                  | -0                 | 0                  | 0                  |               |               |               |               | ?                     | -?                    | ?                     | ?                     | 1+       | -4+    | 0+          | 0+         |
| A. Arentz          | 0           | 0           | 0           | 0           | 2                  | 0                  | 0                  | 0                  |               |               |               |               | ?                     | ?                     | ?                     | ?                     | 2+       | 0+     | 0+          | 0+         |
| K. Bergersen       | 8           | 4           | 1           | 0           | 2                  | 0                  | 0                  | 0                  |               |               |               |               | ?                     | ?                     | ?                     | ?                     | 10+      | 4+     | 1+          | 0+         |
| J. Flo             | 25          | 19          | 1           | 0           | 2                  | 1                  | 0                  | 0                  |               |               |               |               | 1+                    | 0                     | 1+                    | 0                     | 28+      | 20     | 2+          | 0          |
| C. George          | 24          | 3           | 2           | 1           | 2                  | 1                  | 1                  | 0                  |               |               |               |               | ?                     | ?                     | ?                     | ?                     | 26+      | 4+     | 3+          | 1+         |
| S. Gíslason        | 18          | 0           | 5           | 0           | 2                  | 0                  | 0                  | 0                  |               |               |               |               | ?                     | ?                     | ?                     | ?                     | 20+      | 0+     | 5+          | 0+         |
| V. Gíslason        | 16          | 0           | 5           | 0           | 2                  | 0                  | 0                  | 1                  |               |               |               |               | ?                     | ?                     | ?                     | ?                     | 18+      | 0+     | 5+          | 1+         |
| L. Granaas         | 24          | 1           | 3           | 0           | 3                  | 0                  | 0                  | 0                  |               |               |               |               | ?                     | ?                     | ?                     | ?                     | 27+      | 1+     | 3+          | 0+         |
| E. Hagen           | 16          | 0           | 4           | 1           | 2                  | 0                  | 0                  | 0                  |               |               |               |               | ?                     | ?                     | ?                     | ?                     | 18+      | 0+     | 4+          | 1+         |
| R. Hagen           | 19          | 3           | 4           | 0           | 3                  | 0                  | 0                  | 0                  |               |               |               |               | ?                     | ?                     | ?                     | ?                     | 22+      | 3+     | 4+          | 0+         |
| G. Hansen          | 25          | -?          | 2           | 0           | 3                  | -6                 | 0                  | 0                  |               |               |               |               | ?                     | ?                     | ?                     | ?                     | 28+      | -6+    | 2+          | 0+         |
| J. Holm            | 0           | 0           | 0           | 0           | 1                  | 1                  | 0                  | 0                  |               |               |               |               | ?                     | ?                     | ?                     | ?                     | 1+       | 1+     | 0+          | 0+         |
| T. Jahnsen         | 2           | 0           | 0           | 0           | 0                  | 0                  | 0                  | 0                  |               |               |               |               | ?                     | ?                     | ?                     | ?                     | 2+       | 0+     | 0+          | 0+         |
| E. Johnsen         | 4           | 0           | 1           | 0           | 0                  | 0                  | 0                  | 0                  |               |               |               |               | ?                     | ?                     | ?                     | ?                     | 4+       | 0+     | 1+          | 0+         |
| K. Karlsen         | 19          | 2           | 6           | 0           | 2                  | 0                  | 0                  | 0                  |               |               |               |               | ?                     | ?                     | ?                     | ?                     | 21+      | 2+     | 6+          | 0+         |
| K. Kristiansen     | 1           | 0           | 0           | 0           | 1                  | 0                  | 0                  | 0                  |               |               |               |               | ?                     | ?                     | ?                     | ?                     | 2+       | 0+     | 0+          | 0+         |
| M. Lemsalu         | 8           | 0           | 0           | 0           | -                  | -                  | -                  | -                  |               |               |               |               | 1+                    | 1                     | 0                     | 0                     | 9+       | 1      | 0           | 0          |
| A. Michelsen       | 21          | 0           | 3           | 0           | 1                  | 0                  | 0                  | 0                  |               |               |               |               | ?                     | ?                     | ?                     | ?                     | 22+      | 0+     | 3+          | 0+         |
| L. Myhre Hjelmeset | 1           | 0           | 0           | 0           | 1                  | 0                  | 0                  | 0                  |               |               |               |               | ?                     | ?                     | ?                     | ?                     | 2+       | 0+     | 0+          | 0+         |
| O. Nyan            | 18          | 2           | 3           | 0           | 1                  | 0                  | 0                  | 0                  |               |               |               |               | ?                     | ?                     | ?                     | ?                     | 19+      | 2+     | 3+          | 0+         |
| H. Ødegaard        | 25          | 2           | 3           | 0           | 3                  | 0                  | 0                  | 0                  |               |               |               |               | ?                     | ?                     | ?                     | ?                     | 28+      | 2+     | 3+          | 0+         |
| B. Olsen           | 2           | 0           | 1           | 0           | 0                  | 0                  | 0                  | 0                  |               |               |               |               | ?                     | ?                     | ?                     | ?                     | 2+       | 0+     | 1+          | 0+         |
| L. Olsen           | 26          | 7           | 2           | 0           | 3                  | 4                  | 0                  | 0                  |               |               |               |               | ?                     | ?                     | ?                     | ?                     | 29+      | 11+    | 2+          | 0+         |
| C. Pedersen        | 3           | 0           | 0           | 0           | 2                  | 0                  | 0                  | 0                  |               |               |               |               | ?                     | ?                     | ?                     | ?                     | 5+       | 0+     | 0+          | 0+         |
| S. Røneid          | 0           | 0           | 0           | 0           | 0                  | 0                  | 0                  | 0                  |               |               |               |               | ?                     | ?                     | ?                     | ?                     | 0+       | 0+     | 0+          | 0+         |
| V. Strøm           | 19          | 0           | 9           | 0           | 2                  | 1                  | 0                  | 0                  |               |               |               |               | ?                     | ?                     | ?                     | ?                     | 21+      | 1+     | 9+          | 0+         |
| T. Wæhler          | 15          | 1           | 2           | 1           | 1                  | 1                  | 0                  | 0                  |               |               |               |               | 1+                    | 1+                    | ?                     | ?                     | 17+      | 3+     | 2+          | 1+         |
| C. Wallin Eek      | 0           | -0          | 0           | 0           | 0                  | -0                 | 0                  | 0                  |               |               |               |               | ?                     | ?                     | ?                     | ?                     | 0+       | 0+     | 0+          | 0+         |